# Evenementenbureau
Een evenementenbureau of evenementenorganisatiebureau is een bedrijf dat zich bezighoudt met het organiseren van evenementen.

Wanneer het organiseren van een evenement (te) veel (tijd)beslag legt op mensen of een organisatie of wanneer er geen expertise is kan een evenementenbureau worden ingeschakeld.

## Werkzaamheden
Een evenementenbureau zorgt voor de gehele organisatie en coördinatie van een evenement.  Dit kan een bedrijfsevenement of publieksevenement zijn. Voorbeelden hiervan zijn beurzen, congressen, festivals, bedrijfsfeesten en jubileumfeesten. Meestal heeft men hiertoe gespecialiseerde mensen in dienst. Bij verkrijging van een opdracht inventariseert het evenementenbureau de opdracht en kijkt naar alle bijkomende facetten zoals locatie, entertainment, catering, eventuele  vergunningseisen, facilitaire zaken zoals parkeergelegenheid, veiligheid, GWL voorzieningen en marketing. Vervolgens zal men een plan van aanpak of draaiboek maken, voorleggen aan de opdrachtgever en na eventuele aanpassingen en akkoord ook uitvoeren.

## Specialisaties
- Bedrijfsevenementen (besloten)
- Publieksevenementen (openbaar, voor het grote publiek)
- Ouderen (bijvoorbeeld het Nationaal ouderenfonds)[2]

## Branchevereniging Nederland
De Nederlandse branchevereniging voor evenementenbureau’s is IDEA (gevestigd in Woerden).